# Bruce Baumgartner
Bruce Robert Baumgartner (* 31. August 1960 in Haledon, New Jersey) ist ein ehemaliger US-amerikanischer Ringer und zweifacher Goldmedaillengewinner bei den Olympischen Spielen 1984 und 1992.

## Werdegang
Bruce Baumgartner begann, wie die meisten US-amerikanischen Ringer, an der High-School mit dem Ringen. Dort errang er aber noch keine großen Erfolge. Erst nachdem er an die Indiana State University gewechselt war, stellten sich diese ein. 1978 wurde er amerikanischer Juniorenmeister im Schwergewicht und ab 1980 errang er auch viele Siege im Hochschul-Ringen. 1982 wurde er im Alter von 20 Jahren erstmals zu den Weltmeisterschaften entsandt. Er musste zwar noch mit dem 7. Platz vorliebnehmen, aber ab 1983 reihten sich Erfolg an Erfolg. Er wurde zweimal Olympiasieger, gewann zwei weitere Olympiamedaillen und wurde dazu dreimal Weltmeister, immer gegen härteste Konkurrenz. In den Vereinigten Staaten blieb er 17 Jahre lang unbesiegt. Nachdem er bereits 2002 in die National Wrestling Hall of Fame aufgenommen worden war, folgte im September 2003 auch die Aufnahme als einer der ersten in die FILA International Wrestling Hall of Fame.
Nach dem Ende seiner Ringerlaufbahn widmet sich Bruce Baumgartner weiterhin dem Ringen. Er ist Director of Athletics for the Edinboro University of Pennsylvania und Director of the Edinboro Wrestling Camps und lebt mit Frau und drei Söhnen in Edinboro, Pennsylvania.

## Wettkampfbilanz (Übersicht)
| Jahr | Turnier                          | Ort              | Platz | Stilart  | Gewichtsklasse     |
| ---- | -------------------------------- | ---------------- | ----- | -------- | ------------------ |
| 1981 | Universiade                      | Bukarest         | 1     | Freistil | Superschwergewicht |
| 1982 | Weltcup                          | Toledo           | 2     | Freistil | Superschwergewicht |
| 1982 | Weltmeisterschaften              | Edmonton         | 1     | Freistil | Superschwergewicht |
| 1983 | Panamerikanische Spiele          | Caracas          | 2     | Freistil | Superschwergewicht |
| 1983 | Weltmeisterschaften              | Kiew             | 3     | Freistil | Superschwergewicht |
| 1984 | Weltcup                          | Toledo           | 1     | Freistil | Superschwergewicht |
| 1984 | Olympische Sommerspiele          | Los Angeles      | 1     | Freistil | Superschwergewicht |
| 1985 | Internationales Turnier          | Tokio            | 1     | Freistil | Superschwergewicht |
| 1985 | Weltmeisterschaften              | Budapest         | 3     | Freistil | Superschwergewicht |
| 1986 | Weltcup                          | Toledo           | 1     | Freistil | Superschwergewicht |
| 1986 | Weltmeisterschaften              | Budapest         | 1     | Freistil | Superschwergewicht |
| 1987 | Panamerikanische Meisterschaften |                  | 1     | Freistil | Superschwergewicht |
| 1987 | Panamerikanische Spiele          | Indianapolis     | 1     | Freistil | Superschwergewicht |
| 1987 | Weltmeisterschaften              | Clermont-Ferrand | 3     | Freistil | Superschwergewicht |
| 1988 | Weltcup                          | Toledo           | 2     | Freistil | Superschwergewicht |
| 1988 | Panamerikanische Meisterschaften |                  | 1     | Freistil | Superschwergewicht |
| 1988 | Olympische Sommerspiele          | Seoul            | 2     | Freistil | Superschwergewicht |
| 1989 | Weltcup                          | Toledo           | 1     | Freistil | Superschwergewicht |
| 1989 | Panamerikanische Meisterschaften | Colorado Springs | 1     | Freistil | Superschwergewicht |
| 1989 | Weltmeisterschaften              | Martigny         | 2     | Freistil | Superschwergewicht |
| 1990 | Weltcup                          | Toledo           | 1     | Freistil | Superschwergewicht |
| 1990 | Weltmeisterschaften              | Tokio            | 2     | Freistil | Superschwergewicht |
| 1990 | Internationales Turnier          | Pittsburgh       | 1     | Freistil | Superschwergewicht |
| 1991 | Panamerikanische Meisterschaften |                  | 1     | Freistil | Superschwergewicht |
| 1991 | Weltcup                          | Toledo           | 1     | Freistil | Superschwergewicht |
| 1991 | Panamerikanische Spiele          | Havanna          | 1     | Freistil | Superschwergewicht |
| 1991 | Weltmeisterschaften              | Warna            | 7     | Freistil | Superschwergewicht |
| 1992 | Olympische Sommerspiele          | Barcelona        | 1     | Freistil | Superschwergewicht |
| 1993 | Weltcup                          | Chattanooga      | 2     | Freistil | Superschwergewicht |
| 1993 | Weltmeisterschaften              | Toronto          | 1     | Freistil | Superschwergewicht |
| 1994 | Weltcup                          | Edmonton         | 1     | Freistil | Superschwergewicht |
| 1994 | Weltmeisterschaften              | Istanbul         | 2     | Freistil | Superschwergewicht |
| 1995 | Panamerikanische Spiele          | Mar del Plata    | 1     | Freistil | Superschwergewicht |
| 1995 | Weltcup                          | Chattanooga      | 2     | Freistil | Superschwergewicht |
| 1995 | Weltmeisterschaften              | Atlanta          | 1     | Freistil | Superschwergewicht |
| 1996 | Olympische Sommerspiele          | Atlanta          | 3     | Freistil | Superschwergewicht |
| 1997 | Weltcup                          | Stillwater       | 1     | Freistil | Superschwergewicht |

Außerdem konnte Baumgartner auf nationaler Ebene folgende Titel erringen:
- 1982 MCAA Division I Champion,
- 3-mal NCAA Division all-American Champion,
- 15-maliger USA-Meister im Schwergewicht von 1981 bis 1996, mit Ausnahme von 1982

(NCAA = Amerikanischer Hochschulsportverband)

## Internationale Erfolge
(OS = Olympische Spiele, WM = Weltmeisterschaft, S = Schwergewicht, F = Freistil)
- 1981, 1. Platz, Universitäts-WM, S, F;
- 1982, 2. Platz, Universitäts-WM, S, F;
- 1982, 7. Platz, WM in Edmonton, S, F, Sieger: Salman Chassimikow, UdSSR vor Adam Sandurski, Polen und Andreas Schröder, DDR;
- 1983, 2. Platz, Panamerican Games, S, F, hinter Candido Mesa, Kuba und vor Robert Molle, Kanada;
- 1983, 3. Platz, WM in Kiew, S, F, hinter Salman Chassimikow, UdSSR und Adam Sandurski, Polen;
- 1984, Goldmedaille, OS in Los Angeles, S, F, mit Siegen über Andrei, Rumänien, Taskin, Türkei und Molle, Kanada;
- 1985, 3. Platz, WM in Budapest, S, F, hinter Dawit Gobedschischwili, UdSSR und Josef Balla, Ungarn und vor Adam Sandurski und Andreas Schröder, DDR;
- 1986, 1. Platz, WM in Budapest, S, F, vor Dawit Gobedschischwili und Andreas Schröder;
- 1987, 1. Platz, Panamerican Games, S, F, vor Domingo Mesa, Kuba und Dan Payne, Kanada;
- 1987, 3. Platz, WM in Clermont-Ferrand, F, SS, hinter Aslan Chadarzew, UdSSR und Andreas Schröder, DDR und vor Miroslav Luberda, CSSR, Hayri Sezgin, Türkei und Domingo Mesa;
- 1988, Silbermedaille, OS in Seoul, S, F, hinter Dawit Gobedschischwili und vor Andreas Schröder und László Klauz, Ungarn;
- 1989, 2. Platz, WM in Martigny/Schweiz, S, F, hinter Ali Reza Soleimani, Iran und vor Aslan Chadarzew, UdSSR und Andreas Schröder;
- 1990, 2. Platz, WM in Tokio, S, F, hinter Dawit Gobedschischwili und vor Sezgin Ayik, Türkei, Stech, CSSR und Andreas Schröder;
- 1991, 1. Platz, Panamerican Games, S, F, vor Andrew Borodow, Kanada und Domingo Mesa;
- 1991, 7. Platz, WM in Warna, hinter Andreas Schröder, Gennadi Schilzow, GUS, Jeff Thune, Kanada, Ali Reza Soleimani, Mahmut Demir, Türkei und Zsolt Gombos, Ungarn;
- 1992, Goldmedaille, OS in Barcelona, S, F, vor Jeff Thune, Dawit Gobedschischwili, Mahmut Demir, Andreas Schröder und Ali Reza Soleimani;
- 1993, 1. Platz, WM in Toronto, S, F, vor Mirabi Walijew, Ukraine, Andrei Schumilin, Russland, Sasa Turmanidse, Georgien und Zsolt Gombos;
- 1994, 2. Platz, WM in Istanbul, S, F, hinter Mahmut Demir und vor Alexej Medwedew, Weißrussland, Mirabi Walijew und Zsolt Gombos;
- 1995, 1. Platz, Panamerican Games, S, F, vor Alexis Rodriguez Valera, Kuba und Wayne Weathers, Kanada;
- 1995, 1. Platz, WM in Atlanta, S, F, vor Sven Thiele, Deutschland, Leri Chabelowi, Russland, Sasa Turmanidse und Mahmut Demir;
- 1996, Bronzemedaille, OS in Atlanta, S, F, hinter Mahmut Demir und Alexej Medwedew und vor Andrei Schumilin, Alexander Kowalewski, Kasachstan und Sven Thiele